# رودخانه بقیع
رودخانه بقیع در استان خراسان رضوی از کوه‌های بینالود سرچشمه می‌گیرد. 
این رود بعد از عبور از روستای بقیع، روستای قرونه، کلاته ماروس، بژنو (بجنو)، برمهان (با کمی فاصله از مسیر اصلی رودخانه)، تنگه، ماروس، کلاته محمد جان،اندراب، زرنده، حصارنو را طی کرده و به دشت شمال شهر فیرزوه وارد می‌شود و بعد از عبور از دشت فیروزه وارد رودخانه کال شور سبزوار می‌شود. این رودخانه جزو رودخانه‌های نیمه فصلی است به عبارتی این رودخانه در بیشتر روزهای سال آب جاری است. در زمستان و بهار و اواسط تابستان آب زیادی در آن جاری است ولی در نیمه دوم تابستان تا اواسط پاییز میزان جریان سطحی رودخانه کم می‌شود. حوضه آبریز آن از ارتفاعات کوه‌های بینالود است و در نهایت در دشت شهر فیروزه تخلیه می‌شود. در مسیر این رودخانه آبادی‌های زیادی وجود دارند و زندگی بسیاری از مردم که در حاشیه آن زندگی می‌کنند به‌طور مستقیم یا غیرمستقیم به آن وابسته است. از لحاظ زمین‌شناسی سنگ‌های مسیر رودخانه در ارتفاعات سر منشاء آهک‌های معادل سازند آهکی لار می‌باشند. در طول مسیر نیز از سازندهای دلیچای (مارن)، شوریجه (شیل) عبور می‌کند. 
در طول مسیر، رودخانه بیشتر به صورت زهکش عمل می‌کند و از چشمه‌های روستاهای مانند بقیغ و قرونه و برمهان و ... به آن زهکشی می‌شود. در مسیر پایین دست، روستاهای مانند بژنو در بستر رودخانه چاه آب شرب حفر کرده‌اند. در روستای ماروس نیز مردم با تصرف حریم رودخانه، در دشت سیلابی اطراف آن به کشاورزی مشغول می‌باشند.